# Cruz de Mañozca
La cruz de Mañozca o de Tepeapulco es una antigua cruz de piedra ubicada en el centro de la Ciudad de México.

## Historia
Los franciscanos llegaron en misión a Tepeapulco y erigieron su convento en 1527. Fue una población importante en el rumbo, por lo que no debe extrañar que gozase de múltiples cruces atriales siendo tan excelente medio de evangelización a través de la experiencia gráfica y el aprendizaje visual. En el predio del convento se conservan hoy en día dos de ellas (aunque no separadas en pedestal sino ya adosadas a las paredes), y otra más era aquella que vio Don Juan de Mañozca, arzobispo de México, en su visita pastoral al pueblo de Tepeapulco en 1648. Las dos que siguen en Tepeapulco gozan de fama de estilo tequitqui, y es seguro que compartiese los mismos motivos la que eligió Mañozca. 
Examinando en el cementerio del pueblo (el actual atrio) ya bastante cubierto de maleza, descubrió entre toda esa cizaña una antigua cruz de cantera colorada de gran altura, que tenía fama entre los indios de haber sido erigida por el mismísmo fray Francisco de Tembleque, por lo que le tenían veneración. El arzobispo de inmediato decidió por su belleza y simbolismo llevársela a México, donde no terminó el año sin que estuviera instalada frente a la puerta principal de la catedral. Se integró a la barda perimetral de la misma en cuanto ésta fue terminada. Las pinturas de la época registran un desnivel entre el atrio de la catedral y la plaza mayor, estando la segunda a menor altura.

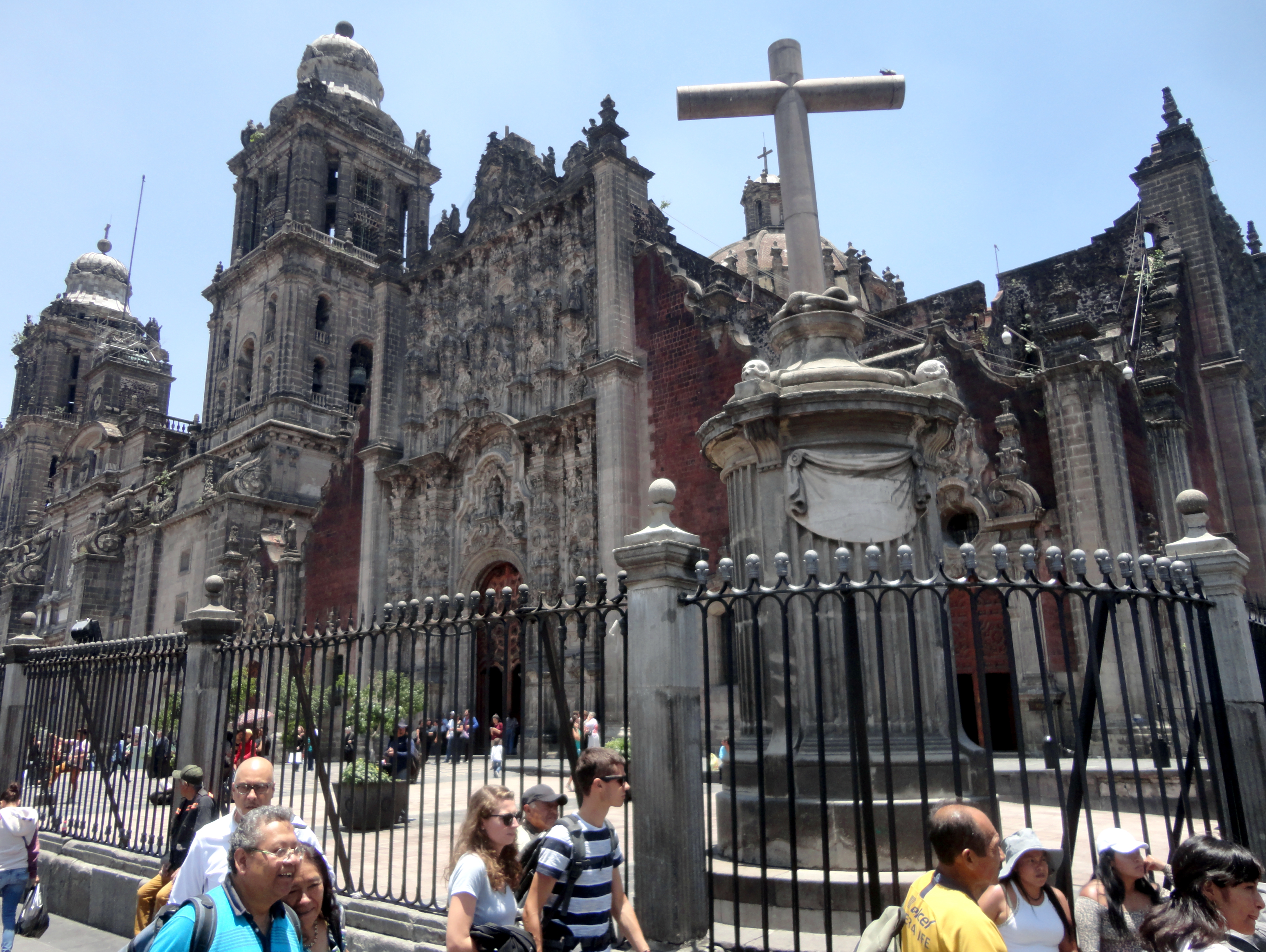
Pedestal y esquina que le pertenecían a la Cruz de Mañozca tras la reconfiguración de Tolsá.

La barda fue desmontada en 1792 y con ella la cruz fue temporalmente trasladada a otro lado que se desconoce. La barda fue sustituida por postes y cadenas durante la administración de Manuel Tolsá como maestro mayor de obras, instalándose en las esquinas de la Plaza Mayor con la calle del Seminario y el Empedradillo dos grandes pedestales. En ellos instaló Tolsá la Cruz de Mañozca y otra del cementerio de San Pedro y San Pablo respectivamente. Bajo el gusto neoclásico de la época, la cruz fue completamente descastada, borrándosele todo detalle que la hiciera verse compleja o que haya llamado la atención de Tembleque o Mañozca mismos. Sin embargo la de Mañozca no duró mucho ahí, puesto que en una fecha indeterminada (posiblemente 1912, perdiéndose su rastro por más de un siglo) ya se le encuentra detrás del Sagrario debajo de una ventana con el ojo que todo lo ve, en el Patio de los Canónigos; esto quizá debido a su color rojizo que discordaba con el resto de la estructura color crema grisáceo. Ha permanecido ahí desde entonces. En su lugar se pusieron dos nuevas que Tolsá mandó hacer en chiluca, y que permanecen ahí.